# Leōnidas Kavakos
Leōnidas Kavakos, in greco Λεωνίδας Καβάκος (Atene, 30 ottobre 1967), è un violinista greco, noto come uno dei più importanti virtuosi viventi.
Durante la sua intensa e continua carriera ha vinto i più importanti premi mondiali dedicati al suo strumento e suonato sia da solista sia legato a delle compagini orchestrali, dimostrando straordinaria padronanza tecnica e capacità espressiva tali da essere stato definito «il violinista dei violinisti».

## Biografia
Leōnidas Kavakos è nato ad Atene da una famiglia di musicisti: a cinque anni riceve dal padre come regalo di Natale un violino, che da quel momento diventa il suo giocattolo preferito e che studia con passione, fino al diploma conseguito nel conservatorio della sua città sotto la guida di Stelios Kafantaris. Successivamente, la vincita di una borsa di studio della Fondazione Onassis gli ha consentito di frequentare la master class tenuta da Josef Gingold presso l'Università dell'Indiana, negli Stati Uniti d'America, tornando poi in patria nel 1984 quando debutta al Festival di Atene & Epidauro. Durante gli anni ottanta partecipa brillantemente a diversi concorsi musicali: appena diciottenne vince il primo premio ad Helsinki al Concorso internazionale di violino Jean Sibelius ex æquo con Ilja Kaler, nonostante egli fosse il candidato più giovane; nel 1986 vince la medaglia d'argento al Concorso internazionale di violino di Indianapolis; infine nel 1988, a 21 anni, conquista la prima posizione sia nel concorso della Fondazione Walter W. Naumburg sia al Premio Paganini. Grazie alla vittoria di questi prestigiosi concorsi e al riconosciuto genio virtuosistico, Kavakos inizia, a partire dagli anni novanta, una fortunata e acclamata carriera come violino solista nelle più importanti orchestre del mondo; oltre a ciò si esibisce anche come strumentista in ensemble da camera e nella direzione orchestrale.

## Attività

### Esecuzioni dal vivo

#### America
Kavakos ha debuttato negli Stati Uniti d'America nel 1986, due anni dopo la sua primissima performance pubblica in Grecia, e l'anno successivo intraprende una tournée in tutto il paese. L'esperienza non rimase un unicum, dato che da allora il violinista attraversa regolarmente il Nord America da solista o collaborando con le molte orchestre che incontra sul percorso, come quelle di New York, Chicago o Montréal.

#### Europa
La reputazione di Kavakos è cresciuta in maniera repentina nel vecchio continente in seguito alla vittoria del prestigioso Concorso Sibelius, permettendogli di lavorare con le maggiori orchestre europee, fra cui Berliner Philharmoniker, Wiener Philharmoniker, Orchestra Sinfonica Nazionale della RAI e l'Orchestra reale del Concertgebouw. Partecipa inoltre a svariate manifestazioni come Festival di Verbier, Festival di Salisburgo (dal 1994 e dove tornerà per dirigere i Camerata Salzburg), Festival di Lucerna, nonché alla prestigiosa season londinese dei Proms alla Royal Albert Hall, a cui partecipa dal 1992 quando suonò il Concerto per violino di Stravinskij.

#### Asia
Dopo Europa, e Stati Uniti d'America, Kavakos ha debuttato in Asia nel 1988 con un recital in Giappone nella Pablo Casals Hall della Nihon daigaku, la più grande università privata giapponese. Ha inoltre effettuato tournée con la English Chamber Orchestra e dato concerti con le formazioni locali Tokyo Metropolitan Symphony Orchestra e New Japan Philharmonic.

### Registrazioni
Dopo il primo premio nel Concorso Sibelius, Kavakos si è distinto nuovamente grazie al compositore finlandese con la vittoria del premio come Miglior concerto dell'anno ai Gramophone Award del 1991, grazie al concerto per violino di Jean Sibelius registrato in anteprima mondiale per la BIS Records (sia nella versione originale del 1903 sia in quella definitiva). Kavakos ha collaborato molteplici volte con l'ambiente musicale scandinavo incidendo per Delos e Finlandia Records opere di Debussy, Paganini, Schubert, Čajkovskij, Wieniawski ed Ysaÿe. Nel 2006 ha registrato per la Sony Music cinque concerti per violino e una sinfonia di Mozart con l'ensemble Camerata Salzburg, di cui al tempo era sia direttore sia solista; sempre con doppio ruolo e con lo stesso gruppo ha inoltre inciso il concerto per violino di Mendelssohn, per il quale ha vinto il premio del concorso tedesco ECHO Klassik nel 2009 per il Miglior concerto del XIX secolo per violino dell'anno.

### Musica da camera
Kavakos è anche un entusiasta musicista da camera, suona in varie manifestazioni in tutto il mondo e ha fondato un suo festival cameristico che si svolge ogni anno ad Atene.

### Direzione d'orchestra
Oltre a suonare il violino, Kavakos si dedica anche alla direzione d'orchestra. Nel 2001 ha partecipato come ospite principale all'orchestra cameristica Camerata Salzburg, dove si è esibito sia come violinista sia come direttore. Nel 2007 torna a Salisburgo dove assume il posto di direttore del Camerata succedendo a Sir Roger Norrington e realizzando delle apprezzate stagioni dedicate a tematiche musicali definite, ma il 1º luglio 2009 rassegna le sue dimissioni come direttore artistico a partire dal successivo autunno: Kavakos ha dichiarato in merito che si è trovato nell'impossibilità di disegnare un progetto artistico con l'ensemble data la turbolenza nell'amministrazione (il consiglio di amministrazione è cambiato completamente sette volte in otto anni) e alla cattiva relazione con la stessa, che l'ha sfiduciato senza nemmeno comunicarglielo direttamente.

## Strumenti
Attualmente Kavakos possiede quattro violini, tre di recente fattura e uno storico, lo Stradivari Abergavenny, realizzato nel 1724, da lui suonato dal febbraio del 2010; in precedenza possedeva altri due violini, ora venduti, ovvero lo Stradivari Falmouth del 1692 e un Guadagnini del 1782.